# Kupa e Shqipërisë 1998-1999
La Coppa d'Albania 1998-1999 è stata la 47ª edizione della competizione. Il torneo è cominciato nell'agosto 1998 ed è terminato il 22 maggio 1999. La squadra vincitrice si qualifica per il primo turno della Coppa UEFA 1999-2000. Il Tirana ha vinto il trofeo per la nona volta.

## Sedicesimi di finale
Le partite si sono giocate in agosto e settembre 1998. I risultati delle partite sono sconosciuti.
| Squadra 1        | Totale | Squadra 2         | Andata | Ritorno |
| ---------------- | ------ | ----------------- | ------ | ------- |
| Porto Shëngjin   | 0-3    | Dinamo Tirana     | 0-1    | 0-2     |
| Shkodra          | 2-9    | Vllaznia          | 0-3    | 2-6     |
| Albanët Tiranë   | 2-3    | Tirana            | 1-2    | 1-1     |
| Erzeni           | 2-13   | Partizani Tirana  | 1-6    | 1-7     |
| Egnatia          | 3-6    | Shkumbini         | 2-2    | 1-4     |
| Besëlidhja       | 3-3    | Teuta             | 3-1    | 0-2     |
| Sopoti           | 0-11   | Elbasani          | 0-4    | 0-7     |
| Iliria           | 1-4    | Apolonia Fier     | 1-2    | 0-2     |
| Burreli          | 4-3    | Laçi              | 2-2    | 2-1     |
| Plugu            | 1-8    | Lushnja           | 0-5    | 1-3     |
| Naftetari Kucove | 0-9    | Tomori            | 0-2    | 0-7     |
| Gramozi          | 2-7    | Skënderbeu        | 0-2    | 2-5     |
| Memaliaj         | 2-8    | Bylis Ballsh      | 1-2    | 1-6     |
| Kastrioti        | 1-4    | Besa Kavajë       | 1-0    | 0-4     |
| Albpetrol        | 2-8    | Flamurtari Valona | 0-4    | 2-4     |
| Butrinti         | 3-5    | Luftëtari         | 1-2    | 2-3     |

## Ottavi di finale
Le partite si sono giocate nel gennaio 1999.
| Squadra 1         | Totale | Squadra 2     | Andata | Ritorno |
| ----------------- | ------ | ------------- | ------ | ------- |
| Partizani Tirana  | 3-3(p) | Besa Kavajë   | 2-1    | 1-2     |
| Burreli           | 1-5    | Apolonia Fier | 1-3    | 0-2(a)  |
| Bylis Ballsh      | 2-2    | Lushnja       | 2-2    | 0-0     |
| Dinamo Tirana     | 1-5    | Teuta         | 0-0    | 1-5     |
| Flamurtari Valona | 4-3    | Shkumbini     | 3-0    | 1-3     |
| Luftëtari         | 4-3    | Elbasani      | 2-2    | 2-1     |
| Skënderbeu        | 1-2    | Tirana        | 0-0    | 1-2     |
| Tomori            | 2-6    | Vllaznia      | 1-1    | 1-5     |

## Quarti di finale
Le partite di andata si sono giocate il ?, quelle di ritorno il ?.
| Squadra 1     | Totale | Squadra 2         | Andata | Ritorno |
| ------------- | ------ | ----------------- | ------ | ------- |
| Tirana        | 3-2    | Lushnja           | 2-1    | 1-1     |
| Apolonia Fier | 3-2    | Partizani Tirana  | 2-0    | 1-2     |
| Teuta         | 2-2    | Flamurtari Valona | 2-1    | 0-1     |
| Vllaznia      | 5-0    | Luftëtari         | 2-0    | 3-0(a)  |

## Semifinali
Le partite di andata si sono giocate il ?, quelle di ritorno il ?.
| Squadra 1 | Totale | Squadra 2         | Andata | Ritorno |
| --------- | ------ | ----------------- | ------ | ------- |
| Tirana    | 4-1    | Flamurtari Valona | 2-0    | 2-1     |
| Vllaznia  | 7-5    | Apolonia Fier     | 5-1    | 2-4     |

## Finale
| Tirana 22 maggio 1999, ore 19:00 UTC+1       | Tirana               | 0 – 0 | Vllaznia | Qemal Stafa Stadium (3.500 spett.) |
| \| \| \| \| \| \| Tiri di rigore 3 – 0 \| \| |                      |       |          |                                    |
|                                              |                      |       |          |                                    |
|                                              | Tiri di rigore 3 – 0 |       |          |                                    |